# Casa natal de Leonardo

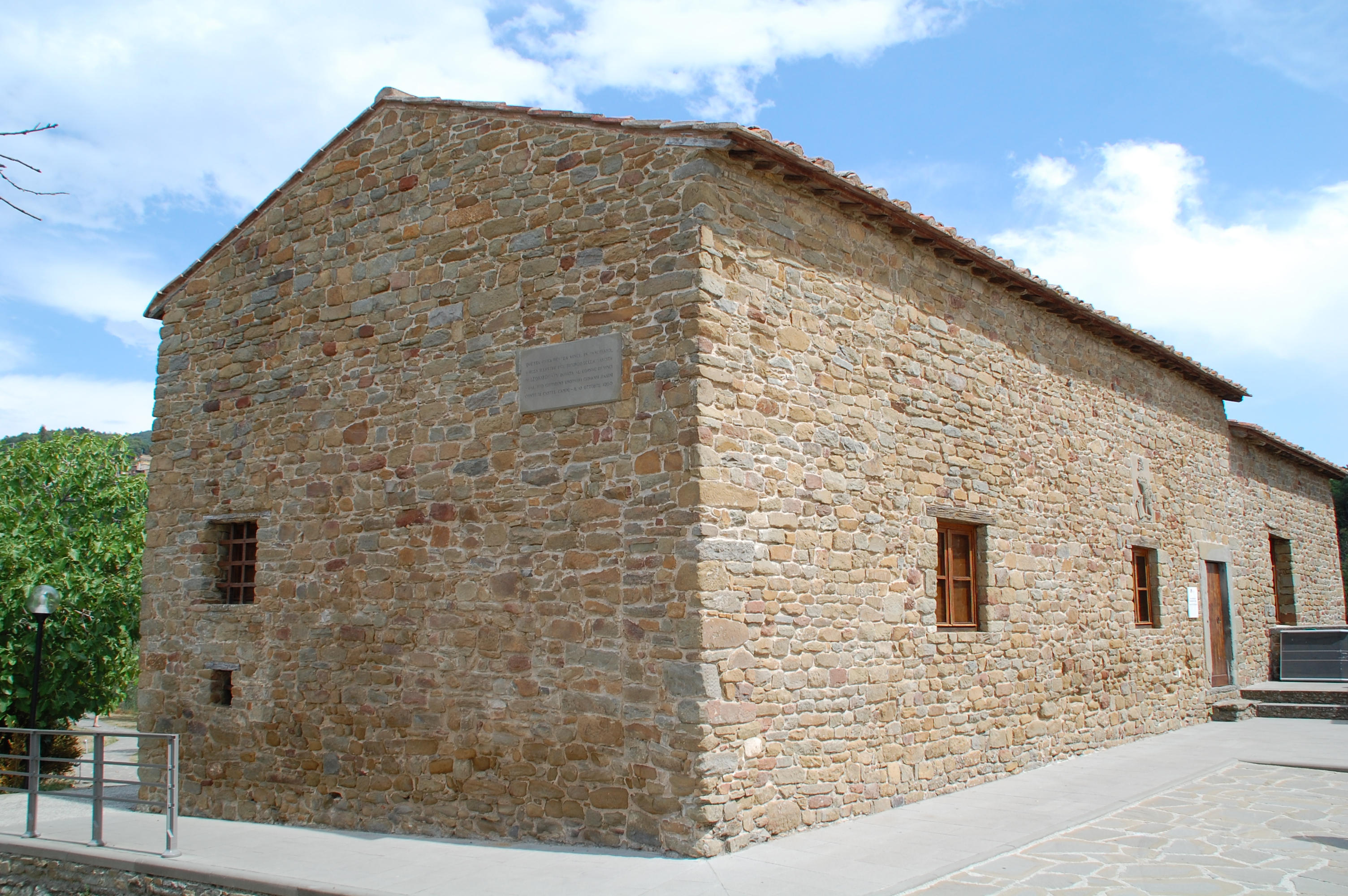
Casa natal de Leonardo da Vinci

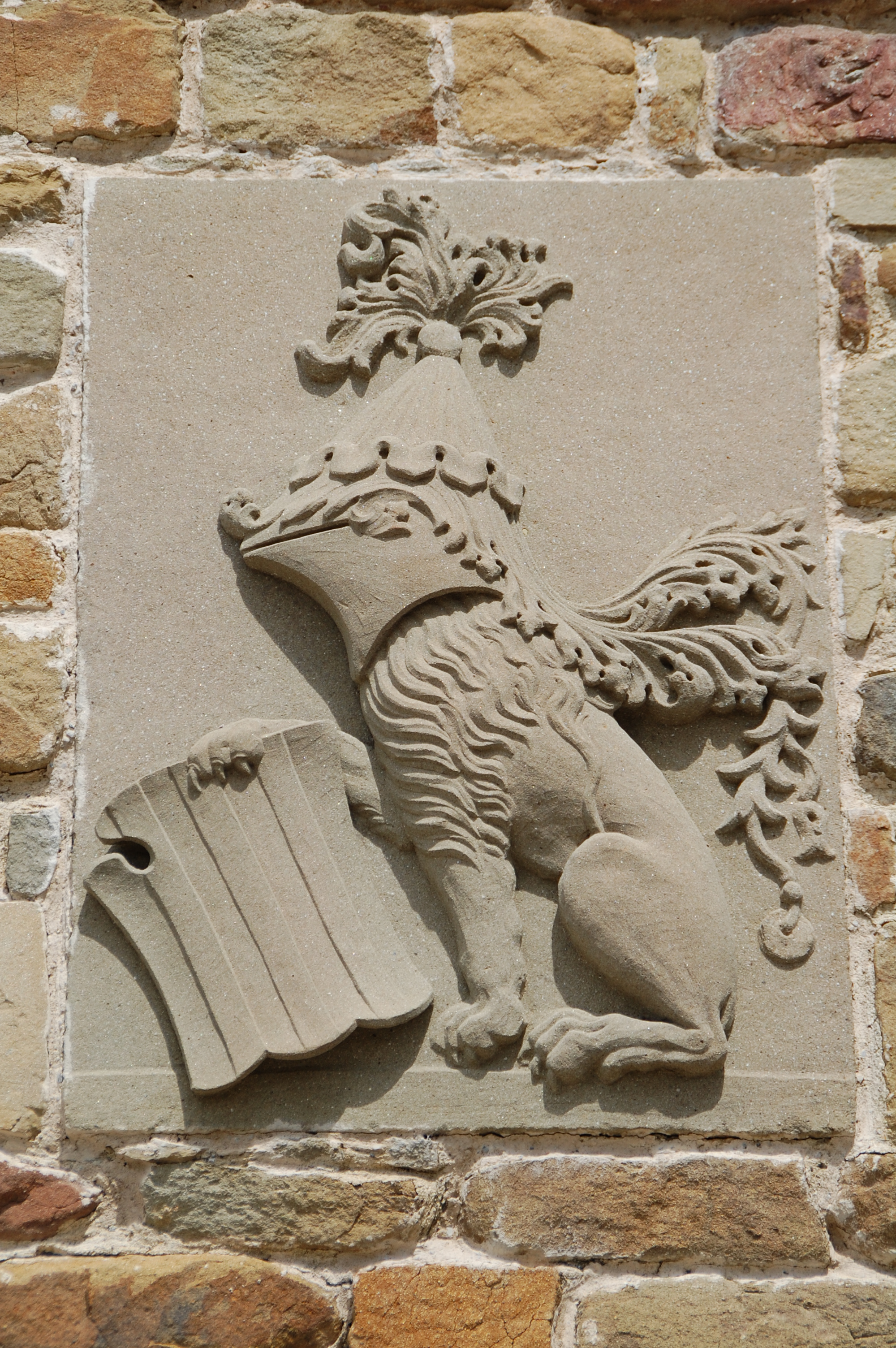
Escut a la porta de la Casa natal de Leonardo da Vinci

La casa natal de Leonardo es troba a la frazione d'Anchiano, a 3 quilòmetres de Vinci, un entorn rural on Leonardo hi passà la seva infància. Està connectada amb la ciutat per l'anomenada Strada Verde, un camí antic que arriba a Vinci passant per camps d'oliveres i vinyes del mont Montalbano.
Segons una tradició antiga, en Leonardo nasqué en aquesta casa el 15 d'abril de 1452, fet contrastat per l'historiador Emanuele Repetti. La casa formava part dels edificis de la propietat de la Villa del Ferrale, dels senyors Masetti.
Elen 22 de juny de 2012 obrí al públic després d'una restauració, amb una instal·lació com a museu.